# دریاچه مانیچ-گودیلو
دریاچه مانیچ-گودیلو (به لاتین: Lake Manych-Gudilo) یک منطقهٔ مسکونی در روسیه است که در قالمیقستان واقع شده‌است.